# Корона (дентална медицина)
Вижте пояснителната страница за други значения на Корона.
Короната е част от неподвижното протезиране. Тя се изработва в случаи на силно разрушена клинична корона на зъба.
Коронката може да бъде изработена от метал, медицинско злато, металокерамика.
Изработката на коронката се извършва от зъботехник, който по зададен отпечатък изработва конструкцията.